# خرون راه (سبيدار)
خرون راه (بالفارسية: خرون راه) هي قرية تقع في إيران في قسم سبیدار الريفي. يقدر عدد سكانها بـ 18 نسمة بحسب إحصاء 2016.